# Ledeč nad Sázavou
Ledeč nad Sázavou (in tedesco Ledetsch an der Sasau) è una città della Repubblica Ceca facente parte del distretto di Havlíčkův Brod, nella regione di Vysočina.